# 碧江杜鹃
碧江杜鹃（学名：Rhododendron bijiangense）为杜鹃花科杜鹃花属下的一个种。

## 扩展阅读
維基物種上的相關：碧江杜鹃